# L'Estrada (Aguilar de Segarra)
L'Estrada és una masia d'Aguilar de Segarra (Bages) inclosa a l'Inventari del Patrimoni Arquitectònic de Catalunya.

## Descripció
Gran casal de planta rectangular i coberta de quatre vessants. Cal destacar-ne el fet que en tota la casa, de planta baixa i dos pisos, no hi ha ni una sola biga i que tots els pisos són solucionats mitjançant pilars de planta quadrada i voltes per aresta roman.
És notable l'ordenació de les façanes de llevant i migdia, amb sis arcs que configuren dues galeries superposades, i sis balcons i tres porxos d'entrada, respectivament.